# 염건어

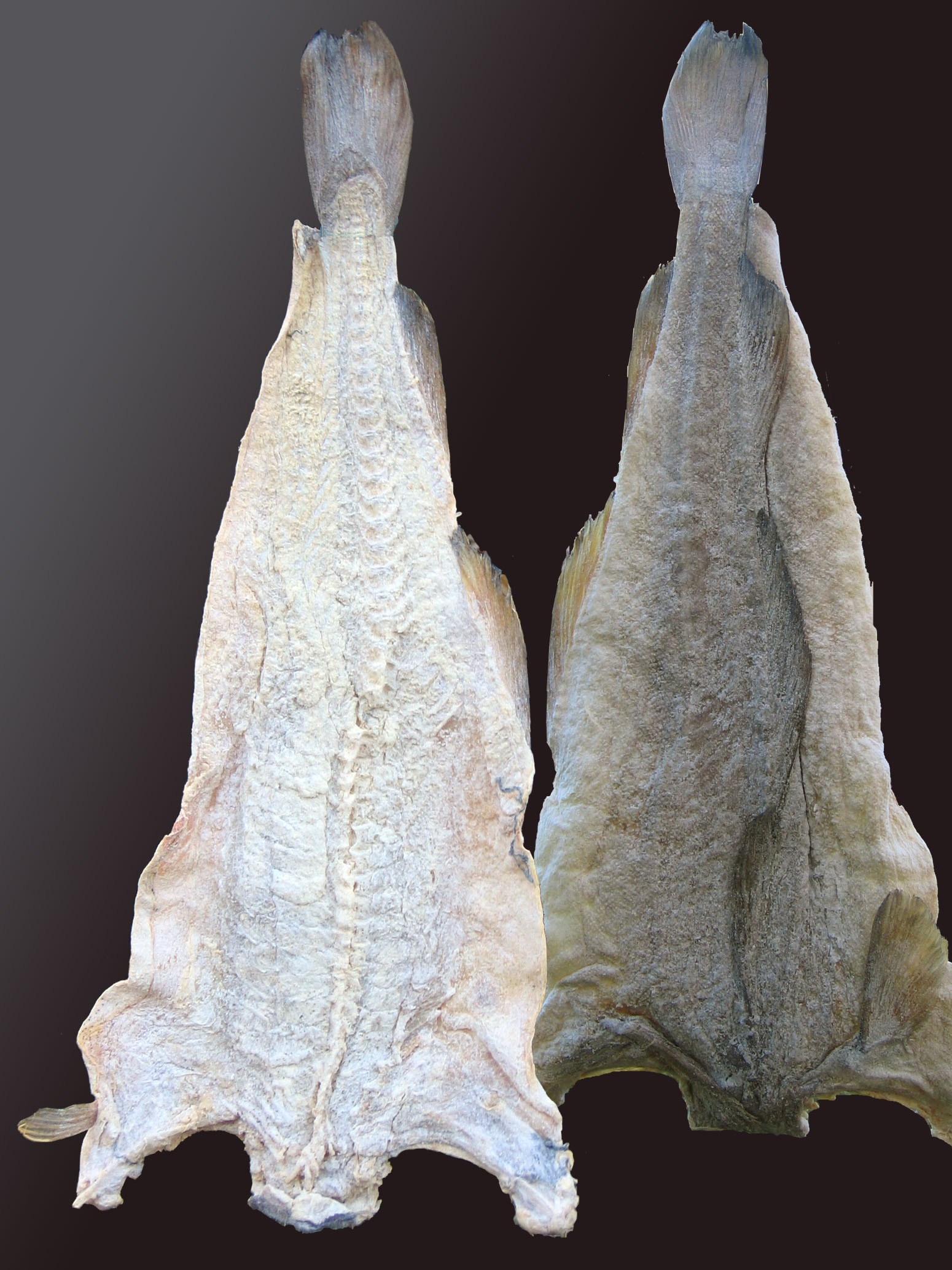
클리프피스크(염대구)

염건어(鹽乾魚) 또는 고어(枯魚)는 소금에 절여 말린 생선이다. 염대구나 염민어가 대표적이다. 아프리카나 카리브에서는 솔트피시(영어: saltfish)로도 부르며, 북유럽에서는 클리프피스크(노르웨이어: klippfisk)로도 부른다.

## 종류
- 굴비: 소금에 약간 절여서 통으로 말린 조기
- 배태기: 조기의 배를 갈라서 내장을 버리고 소금에 절여 말린 것
- 염대구: 소금에 절여 말린 대구
  - 바칼랴우
- 염민어: 배를 갈라 소금에 절여 말린 민어
  - 암치: 암컷
  - 수치: 수컷

## 같이 보기
- 마른 생선